# Березино (Московская область)
Березино — деревня в городском округе Клин Московской области России. 

## Население
Население — 21 чел. (2010).
| 1852 | 1859 | 1886 | 1890 | 1899 | 1926 | 2002 |
| ---- | ---- | ---- | ---- | ---- | ---- | ---- |
| 220  | ↗236 | ↗261 | ↗327 | ↗345 | ↗355 | ↘9   |
| 2006 | 2010 |      |      |      |      |      |
| ↘0   | ↗21  |      |      |      |      |      |

## Расположение
Деревня Березино расположена на северо-западе Московской области, в северной части городского округа Клин, в болотистой местности, примерно в 10 км к северу от окружного центра — города Клина, высота центра над уровнем моря — 159 м.
В деревне две улицы — Берёзовая аллея и Новая, зарегистрировано садоводческое некоммерческое товарищество (СНТ). Связана автобусным сообщением с Клином. Ближайшие населённые пункты — Минино на северо-западе, Вьюхово на северо-востоке и Троицино на юго-востоке. У северной окраины деревни проходит региональная автодорога 46Н-03760 (автотрасса М10 «Россия» — Борщево — Московское большое кольцо).

## История
В середине XIX века село Березино 2-го стана Клинского уезда Московской губернии принадлежала коллежскому асессору Александре Ивановне Карцовой, в селе было 22 дворов, церковь, крестьян 114 душ мужского пола и 106 душ женского.
В «Списке населённых мест» 1862 года — владельческое село 2-го стана Клинского уезда по правую сторону Санкт-Петербурго-Московского шоссе по направлению из Клина в Тверь, в 16 верстах от уездного города и 15 верстах от становой квартиры, при колодцах, с 32 дворами, православной церковью и 236 жителями (122 мужчины, 114 женщин).
В 1886 году село входило в состав Трехденевской волости Клинского уезда, насчитывалось 40 дворов, проживал 261 человек, действовала церковь, дважды в год проводились ярмарки.
В 1899 году село с 345 жителями относилось к Завидовской волости 2-го стана Клинского уезда, работала земская школа.
По данным на 1911 год число дворов составляло 66, действовало земское училище.
По материалам Всесоюзной переписи населения 1926 года — административный центр Березинского сельсовета Завидовской волости Клинского уезда в 5,3 км от Ленинградского шоссе и 8,5 км от станции Решетниково Октябрьской железной дороги; проживало 355 человек (171 мужчина, 184 женщины), насчитывалось 75 хозяйств, из которых 70 крестьянских, имелась школа.
С 1929 года является населённым пунктом Московской области в составе Березинского сельсовета Клинского района (1929—1958), Захаровского сельсовета Клинского района (1958—1963, 1965—1966), Захаровского сельсовета Солнечногорского укрупнённого сельского района (1963—1965), Спас-Заулковского сельсовета Клинского района (1966—1994), Спас-Заулковского сельского округа Клинского района (1994—2006), городского поселения Клин Клинского района (2006—2017), городского округа Клин (с 2017).
28 сентября 2024 года в деревне прошел сильный смерч категории IF3. В результате один человек погиб, церковь и множество домов были повреждены или разрушены, а большая территория леса была уничтожена.

## Достопримечательности
В окрестностях деревни находятся руины церкви Николая Чудотворца. Была построена в 1904—1916 годах в русском стиле (архитектор В. А. Мазырин) и представляла собой кирпичный пятиглавый храм с боковыми приделами Богоматери Умиление, Илии Пророка и Иоанна Предтечи. Закрыта в конце 1930-х, в конце 1940-х практически разобрана, до 1980-х готов оставался цел северный придел. Церковь является памятником градостроительства и архитектуры регионального значения.